# Испольнов, Александр Сергеевич
Александр Сергеевич Испольнов (1947, Москва — 1993) — русский советский поэт. Сын известного советского поэта Сергея Поделкова. Лауреат Международной литературной премии им. А. Платонова (посмертно, 1994).

## Биография
Поступил на учёбу в Полиграфический институт, позже перевёлся и в 1974 году окончил Литературный институт им. А. М. Горького. В 16 лет, получая паспорт, чтобы не стать «тенью отца», взял девичью фамилию матери.
Работал преподавателем в московском Педагогическом институте им. Н. Крупской, читал лекции в литературных объединениях. .
31 декабря 1993 года был убит при невыясненных обстоятельствах. Похоронен на Миусском кладбище.

## Творчество
Публиковать стихи начал в молодости. Первое стихотворение «Две ракеты» было опубликовано им в 1962 г. в газете «Литература и жизнь». Творчески и человечески был близок к институтским поэтам-традиционалистам Татьяне Бек, Михаилу Поздняеву и Андрею Чернову. Опираясь на русскую классическую школу версификации, А. Испольнов не ограничивался отечественной тематикой, хоть был и не чужд ей.
При жизни вышли две книги поэта. Первый стихотворный сборник «Мёд великанов», рецензентами которого были В. Солоухин и М. Львов, вышел в издательстве «Современник» в 1981, вторая прижизненная книга «Готовься жить» увидела свет в 1988 г. После гибели поэта появились ещё две московские книги: «Сумерки» (1993) и «Уход» (2002).
Посмертно ему была присуждена международная литературная премия им. Андрея Платонова.